# Aragonés panticuto
El aragonés panticuto o simplemente panticuto es la variedad dialectal del aragonés que se habla en Panticosa (en el Alto Gállego, provincia de Huesca, Aragón, España), perteneciente al bloque central. La población local lo emplea en ocasiones esporádicas y solo unos pocos más frecuentemente. Es uno de los primeros dialectos en estar descritos, gracias a la publicación, en 1986, del libro El aragonés de Panticosa. Gramática, basado en la tesis de licenciatura de Francho Nagore.
En la actualidad su vitalidad es baja, conservándose únicamente entre la población de mayor edad; no obstante, desde la escuela se está enseñando a la población infantil para que no se pierda.
Sus rasgos genuinos son el artículo en su variante intervocálica ro, ra, ros, ras (también documentado en Ballibió, Sobrepuerto y Sobremonte), los participios con la -t- intervocálica conservada y la conservación de las consonantes sordas intervocálicas -p-, -t-, -k-.